# Saint-Blaise, Alpes-Maritimes
Saint-Blaise är en kommun i departementet Alpes-Maritimes i regionen Provence-Alpes-Côte d'Azur i sydöstra Frankrike. Kommunen ligger  i kantonen Levens som ligger i arrondissementet Nice. År 2022 hade Saint-Blaise 1 391 invånare.

## Befolkningsutveckling
Antalet invånare i kommunen Saint-Blaise
Referens: INSEE